# مطار جزيرة دلما

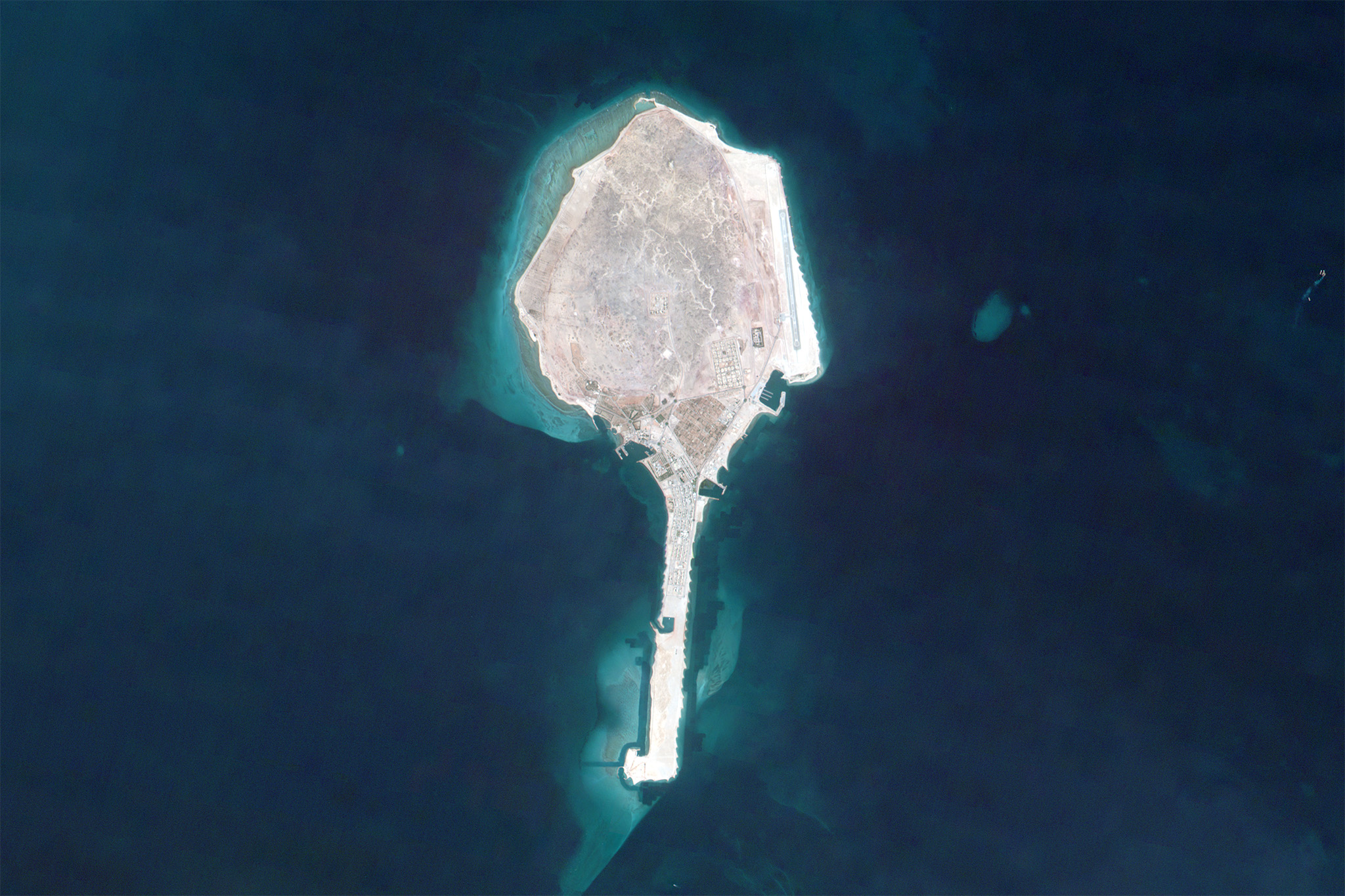
جزيرة دلما

مطار جزيرة دلما يقع مطار جزيرة دلما على بعد 250 كم جنوب غرب العاصمة الإماراتية أبوظبي وقد كانت تعدّ من أهم مقرات الغوص للبحث عن اللؤلؤ. كما تغطي الجزيرة مساحة 45 كم مربع.
يلعب مطار جزيرة دلما دوراً مهماً في تطوير الجزيرة، وربط مجتمعها المحلي، الذي يتألف من 6000 نسمة، بسائر مناطق دولة الإمارات العربية المتحدة من خلال توفير بنية نقل تحتية مناسبة، حيث تستغرق الرحلة ما بين الجزيرة والعاصمة نحو 45 دقيقة.  وشركة أبوظبي للمطارات هي المسؤولة عن إدارة وتشغيل مطار جزيرة دلما